# الجزیره مباشر
الجزیره مباشر (AJM; عربی: الجزیرة مباشر) یک کانال تلویزیونی است که در ۱۵ آوریل ۲۰۰۵ توسط شبکه رسانه‌ای الجزیره راه اندازی شد. این کانال کاملاً عربی در دوحه، قطر مستقر است که کنفرانس‌ها و سایر رویدادها را بدون ویرایش و تفسیر به صورت زنده پخش می‌کند. از این کانال همچنین بعضاً به عنوان الجزیره زنده نیز یاد می‌شود. زیرا مباشر واژه ای عربی به معنای زنده است (مانند پخش زنده). این کانال در گذشته فقط الجزیره مباشر نامیده می‌شد.
الجزیره مباشر اولین کانال در نوع خود در جهان عرب است و شبیه کانال آمریکایی C-SPAN و انگلیسی بی‌بی‌سی پارلمان است. این کانال همچنین از طریق وبسایتش نیز پخش مستقیم دارد.
درسال ۲۰۱۴، کانال بعنوان بخشی از ارتقا گرافیکی شبکه‌های شبکه الجزیره در سراسر این شرکت، مورد ارتقا گرافیکی قرار گرفت.
الجزیره مباشر که در آوریل ۲۰۰۵ راه اندازی شد، اولین کانال اخبار و رویدادهای زندهٔ ۲۴ ساعته خاورمیانه است. این کانال به عنوان چشم و گوش جهان عرب عمل می‌کند و به ارائه تصاویر در زمان واقعی از رویدادهای جهانی و منطقه‌ای به بینندگان اختصاص یافته است.
این کانال دارای خبرخوان از راه دور و دوربین‌های روی زمین است که اجتماعات سیاسی، کنفرانس‌های مطبوعاتی، گفتگوها و جلسات را پخش می‌کند و آخرین امور سیاسی، اجتماعی، فرهنگی و اقتصادی را برای مخاطبان به ارمغان می‌آورد. وقتی مردم می‌خواهند حوادث را همان‌طور که اتفاق می‌افتد ببینند، به الجزیره مباشر - زنده و بدون برش- روی می‌آورند.
در تاریخ ۲۰ دسامبر ۲۰۱۴ اعلام شد که شبکه رسانه‌ای الجزیره هر دو الجزیره مباشر و الجزیره مباشر مصر را که به‌طور موقت معلق شده بود در یک کانال ترکیبی جدید به نام الجزیره العام یا الجزیره عمومی زنده ادغام می‌کند.
جدید الجزیره مباشر العام (عمومی) همزمان با تجزیه و تحلیل شبانه‌روزی وقایع زنده را از سراسر جهان گزارش می‌دهد. این کانال ایجاد شده است تا به عنوان یک فضای باز برای بینندگان باشد که بیش از اینکه اطلاعات را به راحتی دریافت کنند، بتوانند دیدگاه‌های خود را پخش کنند. خروجی این شبکه بیشتر به پیشنهادها بیننده بستگی دارد تا یک الگوی سنتی از شبکه انتقال ثابت.

## کانال مصری
یک کانال مشابه به نام الجزیره مباشر مصر (AJMM; عربی: الجزیرة مباشر مصر) مشابه کانال اصلی منهای برخی تفسیرها از سال ۲۰۱۱ تا ۲۰۱۴ در مصر در قاهره مستقر بود. این کانال عملکردی مشابه همتای اصلی خود داشت اما پس از برکناری محمد مرسی به دلیل گرایشش به طرفداری از اخوان‌المسلمین توسط دولت مصر تعطیل شد. کارکنان این کانال نیز دستگیر اما بعداً آزاد شدند.
از سال ۲۰۱۳ تا زمان تعلیق، این شبکه از مقر الجزیره در دوحه پخش می‌شد که محتوایش را از طریق منابع دیگری مانند یوتیوب و رویترز و کنفرانس‌های مطبوعاتی ضبط شده از سایر سازمان‌های خبری کشور تأمین می‌کرد.
در همین حال الجزیره مباشر مصر موقتاً پخش را تا زمانی که مجوزهای لازم برای بازگشت آن به قاهره با هماهنگی مقامات مصر صادر شود متوقف کرد. الجزیره مباشر العام در حال انتقال روی فرکانس‌های هر دو شبکهٔ الجزیره مباشر و الجزیره مباشر مصر است.